# Sandersdorf-Brehna
Sandersdorf-Brehna è una città di 14 375 abitanti della Sassonia-Anhalt, in Germania.
Appartiene al circondario (Landkreis) di Anhalt-Bitterfeld (targa ABI).

## Storia
La città di Sandersdorf-Brehna fu creata il 1º luglio 2009 dall'unione della città di Brehna e dei comuni di Glebitzsch, Petersroda, Roitzsch e Sandersdorf.

## Geografia antropica

### Suddivisioni amministrative
Il territorio comunale comprende 9 centri abitati (Ortschaft):
- Brehna
- Glebitzsch, con le località:
  - Beyersdorf
  - Köckern
- Heideloh
- Petersroda
- Ramsin
- Renneritz
- Roitzsch
- Sandersdorf
- Zscherndorf